# Neobisiinae
Sous-famille
Les Neobisiinae sont une sous-famille de pseudoscorpions de la famille des Neobisiidae.

## Distribution
Les espèces de cette sous-famille se rencontrent en Europe, en Asie, en Amérique du Nord et en Afrique.

## Liste des genres
Selon Pseudoscorpions of the World (version 3.0) :
- Balkanoroncus Ćurčić, 1975
- Ernstmayria Ćurčić & Dimitrijević, 2006
- Microbisium Chamberlin, 1930
- Neobisium Chamberlin, 1930
- Novobisium Muchmore, 1967
- Occitanobisium Heurtault, 1978
- Paedobisium Beier, 1939
- Parobisium Chamberlin, 1930
- Protoneobisium Ćurčić, 1988
- Roncobisium Vachon, 1967
- Roncus L. Koch, 1873
- Trisetobisium Ćurčić, 1982

et décrits depuis :
- Cornuroncus Nassirkhani, Zaragoza & Mumladze, 2019

## Publication originale
- Chamberlin, 1930 : A synoptic classification of the false scorpions or chela-spinners, with a report on a cosmopolitan collection of the same. Part II. The Diplosphyronida (Arachnida-Chelonethida). Annals and Magazine of Natural History, sér. 10, vol. 5, p. 1-48 & 585-620.